# Catocala cordelia
Catocala cordelia là một loài bướm đêm trong họ Erebidae.